# UKRC
La UKRC (acrónimo para UK Resource Centre (Centro de de Recursos del RU) es una organización del RU para la prestación de servicios de asesoramiento, consulta y en relación con la política de la subrepresentación de las mujeres en ciencia, ingeniería, tecnología; y, el entorno construido (SET).
La provee de fondos el Departamento de Negocios, Innovación y Habilidades y fue lanzado en 2004.
Su base central se halla localizada en Bradford, en el norte de Inglaterra y posee también centros en el sudeste inglés, el sur de Yorkshire, en Escocia y en Gales.
El UKRC trabaja para promover la igualdad de género en SET con empleadores y organizaciones profesionales; en centros de enseñanza; organizaciones de mujeres en redes; institutos de política; consejos de formación sectorial; gobiernos y muchos otros. Esto incluye la aplicación de la Carta Athena SWAN.
En 2011, se hizo cargo de la dirección de la Campaña WISE y se convirtió en la UKRC-WISE. A fines de 2012, tomó el nombre de WISE.